# ATP Tour 1991
In der folgenden Tabelle werden die Turniere der professionellen Herrentennis-Saison 1991 (ATP Tour) dargestellt. Insgesamt gab es sechs Turniere, die 1991 neu im Tourkalender auftauchten, dies sind die Turniere von Chicago, Kopenhagen, Tampa, Brasília, Búzios und Birmingham. Drei Turniere wechselten ihren Standort, so wanderten die US Men’s Clay Court Championships von Kiawah Island nach Charlotte, die Banespa Open zogen von Itaparica nach São Paulo und der Doppelbewerb der ATP-Weltmeisterschaft wanderte von Sanctuary Cove in Australien nach Johannesburg in Südafrika. Nicht mehr im Tourkalender fanden sich die Turniere von Rio de Janeiro, Casablanca und Sanremo, das Hallenturnier von Toronto sowie das Turnier in der Londoner Wembley Arena.

## Übersicht
| Anzahl der Turniere nach Turnierserie |
| ------------------------------------- |
| Grand Slam                            |
| ATP Finals Grand Slam Cup             |
| ATP Championship Series, Single-Week  |
| ATP Championship Series               |
| ATP World Series                      |
| Davis Cup                             |
| Teamwettbewerbe                       |

## Turnierplan
| Datum1                  | Ort                                 | Turnier                                   | Serie                   | Belag2             | Sieger Einzel                    | Sieger Doppel                      |
| ----------------------- | ----------------------------------- | ----------------------------------------- | ----------------------- | ------------------ | -------------------------------- | ---------------------------------- |
| 31.012.                 | Adelaide                            | Australian Men’s Hardcourt Championships  | ATP World Series        | Hartplatz          | Nicklas Kulti                    | Wayne Ferreira Stefan Kruger       |
| 31.012.                 | Wellington                          | BP National Championships                 | ATP World Series        | Hartplatz          | Richard Fromberg                 | Luiz Mattar Nicolás Pereira        |
| 7.01.                   | Sydney                              | New South Wales Open                      | ATP World Series        | Hartplatz          | Guy Forget                       | Scott Davis David Pate             |
| 7.01.                   | Auckland                            | Benson and Hedges Open                    | ATP World Series        | Hartplatz          | Karel Nováček                    | Sergio Casal Emilio Sánchez        |
| 14.01.                  |                                     |                                           |                         |                    |                                  |                                    |
| Melbourne               | Australian Open                     | Grand Slam                                | Hartplatz               | Boris Becker       | Scott Davis David Pate           |                                    |
| 1.02.                   |                                     |                                           |                         |                    |                                  |                                    |
| Davis Cup Erste Runde   |                                     |                                           |                         |                    |                                  |                                    |
| 4.02.                   | San Francisco                       | Volvo Tennis Open                         | ATP World Series        | Hartplatz (i)      | Darren Cahill                    | Wally Masur Jason Stoltenberg      |
| 4.02.                   | Guarujá                             | Chevrolet Classic                         | ATP World Series        | Hartplatz          | Patrick Baur                     | Olivier Delaître Rodolphe Gilbert  |
| 4.02.                   | Mailand                             | Milan Indoor                              | ATP World Series        | Teppich (i)        | Alexander Wolkow                 | Omar Camporese Goran Ivanišević    |
| 11.02.                  |                                     |                                           |                         |                    |                                  |                                    |
| Brüssel                 | Donnay Indoor Championships         | ATP Championship Series                   | Teppich (i)             | Guy Forget         | Todd Woodbridge Mark Woodforde   |                                    |
| Philadelphia            | U.S. Pro Indoor                     | ATP Championship Series                   | Teppich (i)             | Ivan Lendl         | Rick Leach Jim Pugh              |                                    |
| 18.02.                  |                                     |                                           |                         |                    |                                  |                                    |
| Memphis                 | Volvo U.S. National Indoor          | ATP Championship Series                   | Hartplatz (i)           | Ivan Lendl         | Udo Riglewski Michael Stich      |                                    |
| Stuttgart               | Eurocard Open                       | ATP Championship Series                   | Teppich (i)             | Stefan Edberg      | Sergio Casal Emilio Sánchez      |                                    |
| 25.02.                  | Chicago                             | Volvo Tennis Chicago                      | ATP World Series        | Teppich (i)        | John McEnroe                     | Scott Davis David Pate             |
| 25.02.                  | Rotterdam                           | ABN AMRO World Tennis Tournament          | ATP World Series        | Teppich (i)        | Omar Camporese                   | Patrick Galbraith Anders Järryd    |
| 4.03.                   |                                     |                                           |                         |                    |                                  |                                    |
| Indian Wells            | Newsweek Champions Cup              | ATP Super 9                               | Hartplatz               | Jim Courier        | Jim Courier Javier Sánchez       |                                    |
| Kopenhagen              | Copenhagen Open                     | ATP World Series                          | Teppich (i)             | Jonas Svensson     | Todd Woodbridge Mark Woodforde   |                                    |
| 11.03.                  |                                     |                                           |                         |                    |                                  |                                    |
| Miami                   | Lipton Championships                | ATP Super 9                               | Hartplatz               | Jim Courier        | Wayne Ferreira Piet Norval       |                                    |
| 25.03.                  |                                     |                                           |                         |                    |                                  |                                    |
| Davis Cup Viertelfinale |                                     |                                           |                         |                    |                                  |                                    |
| 1.04.                   | Estoril                             | Estoril Open                              | ATP World Series        | Sand               | Sergi Bruguera                   | Paul Haarhuis Mark Koevermans      |
| 1.04.                   | Hongkong                            | Hong Kong Open                            | ATP World Series        | Hartplatz          | Richard Krajicek                 | Patrick Galbraith Todd Witsken     |
| 1.04.                   | Orlando                             | Prudential-Bache Securities Classic       | ATP World Series        | Hartplatz          | Andre Agassi                     | Luke Jensen Scott Melville         |
| 8.04.                   |                                     |                                           |                         |                    |                                  |                                    |
| Barcelona               | Torneo Godó                         | ATP Championship Series                   | Sand                    | Emilio Sánchez     | Horacio de la Peña Diego Nargiso |                                    |
| Tokio                   | Japan Open Tennis Championships     | ATP Championship Series                   | Hartplatz               | Stefan Edberg      | Stefan Edberg Todd Woodbridge    |                                    |
| 15.04.                  | Seoul                               | Seoul Open                                | ATP World Series        | Hartplatz          | Patrick Baur                     | Alex Antonitsch Gilad Bloom        |
| 15.04.                  | Nizza                               | Philips Open                              | ATP World Series        | Sand               | Martín Jaite                     | Rikard Bergh Jan Gunnarsson        |
| 22.04.                  | Singapur                            | Singapur Open                             | ATP World Series        | Hartplatz          | Jan Siemerink                    | Grant Connell Glenn Michibata      |
| 22.04.                  | Monte Carlo                         | Monte Carlo Open                          | ATP Super 9             | Sand               | Sergi Bruguera                   | Luke Jensen Laurie Warder          |
| 29.04.                  | München                             | BMW Open                                  | ATP World Series        | Sand               | Magnus Gustafsson                | Patrick Galbraith Todd Witsken     |
| 29.04.                  | Tampa                               | USTA Clay Court Classic of Tampa          | ATP World Series        | Sand               | Richey Reneberg                  | Ken Flach Robert Seguso            |
| 29.04.                  | Madrid                              | Madrid Tennis Grand Prix                  | ATP World Series        | Sand               | Jordi Arrese                     | Gustavo Luza Cássio Motta          |
| 6.05.                   |                                     |                                           |                         |                    |                                  |                                    |
| Hamburg                 | German Open                         | ATP Super 9                               | Sand                    | Karel Nováček      | Sergio Casal Emilio Sánchez      |                                    |
| Charlotte               | U.S. Men’s Clay Court Championships | ATP World Series                          | Sand                    | Jaime Yzaga        | Rick Leach Jim Pugh              |                                    |
| 13.05.                  |                                     |                                           |                         |                    |                                  |                                    |
| Rom                     | Internazionali d’Italia             | ATP Super 9                               | Sand                    | Emilio Sánchez     | Omar Camporese Goran Ivanišević  |                                    |
| Umag                    | Yugoslavia Open                     | ATP World Series                          | Sand                    | Dmytro Poljakow    | Gilad Bloom Javier Sánchez       |                                    |
| 20.05.                  |                                     |                                           |                         |                    |                                  |                                    |
| Düsseldorf              | Peugeot World Team Cup              | World Team Cup                            | Sand                    | Schweden           | Schweden                         |                                    |
| Bologna                 | Bologna Open                        | ATP World Series                          | Sand                    | Paolo Canè         | Luke Jensen Laurie Warder        |                                    |
| 27.05.                  |                                     |                                           |                         |                    |                                  |                                    |
| Paris                   | Roland Garros                       | Grand Slam                                | Sand                    | Jim Courier        | John Fitzgerald Anders Järryd    |                                    |
| 10.06.                  | ’s-Hertogenbosch                    | The Continental Grass Court Championships | ATP World Series        | Rasen              | Christian Saceanu                | Hendrik Jan Davids Paul Haarhuis   |
| 10.06.                  | London                              | Stella Artois Championships               | ATP World Series        | Rasen              | Stefan Edberg                    | Todd Woodbridge Mark Woodforde     |
| 10.06.                  | Florenz                             | Torneo Internazionale Citta di Firenze    | ATP World Series        | Sand               | Thomas Muster                    | Ola Jonsson Magnus Larsson         |
| 17.06.                  | Manchester                          | Direct Line Insurance Manchester Open     | ATP World Series        | Rasen              | Goran Ivanišević                 | Omar Camporese Goran Ivanišević    |
| 17.06.                  | Genua                               | Hypo Group Tennis International           | ATP World Series        | Sand               | Carl-Uwe Steeb                   | Marcos Aurelio Górriz Alfonso Mora |
| 24.06.                  |                                     |                                           |                         |                    |                                  |                                    |
| Wimbledon               | Wimbledon                           | Grand Slam                                | Rasen                   | Michael Stich      | John Fitzgerald Anders Järryd    |                                    |
| 8.07.                   | Newport                             | Hall of Fame Tennis Championships         | ATP World Series        | Rasen              | Bryan Shelton                    | Gianluca Pozzi Brett Steven        |
| 8.07.                   | Båstad                              | Swedish Open                              | ATP World Series        | Sand               | Magnus Gustafsson                | Ronnie Båthman Rikard Bergh        |
| 8.07.                   | Gstaad                              | RADO Suisse Open                          | ATP World Series        | Sand               | Emilio Sánchez                   | Gary Muller Danie Visser           |
| 15.07.                  |                                     |                                           |                         |                    |                                  |                                    |
| Stuttgart               | Mercedes Cup                        | ATP Championship Series                   | Sand                    | Michael Stich      | Wally Masur Emilio Sánchez       |                                    |
| Washington, D.C.        | Newsweek Tennis Classic             | ATP Championship Series                   | Hartplatz               | Andre Agassi       | Scott Davis David Pate           |                                    |
| 20.07.                  |                                     |                                           |                         |                    |                                  |                                    |
| Montréal                | Canadian Open                       | ATP Super 9                               | Hartplatz               | Andrei Tschesnokow | Patrick Galbraith Todd Witsken   |                                    |
| Hilversum               | Dutch Open                          | ATP World Series                          | Sand                    | Magnus Gustafsson  | Richard Krajicek Jan Siemerink   |                                    |
| 29.07.                  | Kitzbühel                           | Generali Austrian Open                    | ATP World Series        | Sand               | Karel Nováček                    | Tomás Carbonell Francisco Roig     |
| 29.07.                  | San Marino                          | Campionati Internazionali di San Marino   | ATP World Series        | Sand               | Guillermo Pérez Roldán           | Jordi Arrese Carlos Costa          |
| 29.07.                  | Los Angeles                         | Countrywide Classic                       | ATP World Series        | Hartplatz          | Pete Sampras                     | Javier Frana Jim Pugh              |
| 5.08.                   | Prag                                | Skoda Czech Open                          | ATP World Series        | Sand               | Karel Nováček                    | Vojtěch Flégl Cyril Suk            |
| 5.08.                   | Cincinnati                          | Thriftway ATP Championships               | ATP Super 9             | Hartplatz          | Guy Forget                       | Ken Flach Robert Seguso            |
| 12.08.                  |                                     |                                           |                         |                    |                                  |                                    |
| Indianapolis            | RCA Championships                   | ATP Championship Series                   | Hartplatz               | Pete Sampras       | Ken Flach Robert Seguso          |                                    |
| New Haven               | Volvo International                 | ATP Championship Series                   | Hartplatz               | Petr Korda         | Petr Korda Wally Masur           |                                    |
| 19.08.                  | Schenectady                         | OTB International                         | ATP World Series        | Hartplatz          | Michael Stich                    | Javier Sánchez Todd Woodbridge     |
| 19.08.                  | Long Island                         | Waldbaum’s Hamlet Cup                     | ATP World Series        | Hartplatz          | Ivan Lendl                       | Eric Jelen Carl-Uwe Steeb          |
| 31.08.                  |                                     |                                           |                         |                    |                                  |                                    |
| New York City           | US Open                             | Grand Slam                                | Hartplatz               | Stefan Edberg      | John Fitzgerald Anders Järryd    |                                    |
| 9.09.                   | Bordeaux                            | Grand Prix Passing Shot                   | ATP World Series        | Hartplatz          | Guy Forget                       | Arnaud Boetsch Guy Forget          |
| 9.09.                   | Genf                                | Geneva Open                               | ATP World Series        | Sand               | Thomas Muster                    | Sergi Bruguera Marc Rosset         |
| 9.09.                   | Brasília                            | Brasilia Open                             | ATP World Series        | Teppich            | Andrés Gómez                     | Kent Kinnear Roger Smith           |
| 20.09.                  |                                     |                                           |                         |                    |                                  |                                    |
| Davis Cup Halbfinale    |                                     |                                           |                         |                    |                                  |                                    |
| 23.09.                  | Basel                               | Swiss Indoors                             | ATP World Series        | Hartplatz (i)      | Jakob Hlasek                     | Jakob Hlasek Patrick McEnroe       |
| 23.09.                  | Palermo                             | Campionati Internazionali di Sicilia      | ATP World Series        | Sand               | Frédéric Fontang                 | Jacco Eltingh Tom Kempers          |
| 23.09.                  | Brisbane                            | Queensland Open                           | ATP World Series        | Hartplatz (i)      | Gianluca Pozzi                   | Steve DeVries David Macpherson     |
| 30.09.                  | Toulouse                            | Grand Prix de Tennis de Toulouse          | ATP World Series        | Teppich (i)        | Guy Forget                       | Todd Woodbridge Mark Woodforde     |
| 30.09.                  | Athen                               | Athens International                      | ATP World Series        | Sand               | Sergi Bruguera                   | Jacco Eltingh Mark Koevermans      |
| 30.09.                  | Sydney                              | Australian Indoor Tennis Championship     | ATP Championship Series | Hartplatz (i)      | Stefan Edberg                    | Jim Grabb Richey Reneberg          |
| 7.010.                  |                                     |                                           |                         |                    |                                  |                                    |
| Tokio                   | Seiko World Super Tennis            | ATP Championship Series                   | Teppich (i)             | Stefan Edberg      | Jim Grabb Richey Reneberg        |                                    |
| Berlin                  | European Indoor Championships       | ATP World Series                          | Teppich (i)             | Petr Korda         | Petr Korda Karel Nováček         |                                    |
| Tel Aviv                | Tel Aviv Open                       | ATP World Series                          | Hartplatz               | Leonardo Lavalle   | David Rikl Michiel Schapers      |                                    |
| 14.10.                  | Wien                                | CA Tennis Trophy                          | ATP Championship Series | Teppich (i)        | Michael Stich                    | Anders Järryd Gary Muller          |
| 14.10.                  | Lyon                                | Grand Prix de Tennis de Lyon              | ATP World Series        | Teppich (i)        | Pete Sampras                     | Tom Nijssen Cyril Suk              |
| 21.10.                  |                                     |                                           |                         |                    |                                  |                                    |
| Stockholm               | Stockholm Open                      | ATP Super 9                               | Teppich (i)             | Boris Becker       | John Fitzgerald Anders Järryd    |                                    |
| Guarujá                 | Philips Open                        | ATP World Series                          | Hartplatz               | Javier Frana       | Jacco Eltingh Paul Haarhuis      |                                    |
| 28.10.                  |                                     |                                           |                         |                    |                                  |                                    |
| Paris-Bercy             | Paris Open                          | ATP Super 9                               | Teppich (i)             | Guy Forget         | John Fitzgerald Anders Järryd    |                                    |
| Armação dos Búzios      | Búzios Open                         | ATP World Series                          | Hartplatz               | Jordi Arrese       | Sergio Casal Emilio Sánchez      |                                    |
| 4.11.                   | São Paulo                           | Banespa Open                              | ATP World Series        | Sand               | Christian Miniussi               | Andrés Gómez Jaime Oncins          |
| 4.11.                   | Birmingham                          | Birmingham Open                           | ATP World Series        | Teppich (i)        | Michael Chang                    | Jacco Eltingh Paul Wekesa          |
| 4.11.                   | Moskau                              | Kremlin Cup                               | ATP World Series        | Teppich (i)        | Andrei Tscherkassow              | Eric Jelen Carl-Uwe Steeb          |
| 11.11.                  |                                     |                                           |                         |                    |                                  |                                    |
| Frankfurt am Main       | ATP-Weltmeisterschaft               | ATP-Weltmeisterschaft                     | Teppich (i)             | Pete Sampras       |                                  |                                    |
| 18.11.                  |                                     |                                           |                         |                    |                                  |                                    |
| Johannesburg            | ATP-Weltmeisterschaft               | ATP-Weltmeisterschaft                     | Teppich (i)             |                    | John Fitzgerald Anders Järryd    |                                    |
| 25.11.                  |                                     |                                           |                         |                    |                                  |                                    |
| Davis Cup Finale        |                                     |                                           |                         |                    |                                  |                                    |

- 1 Turnierbeginn (ohne Qualifikation)
- 2 Das Kürzel „(i)“ (= indoor) bedeutet, dass das betreffende Turnier in einer Halle ausgetragen wird.

## Weltrangliste zu Saisonende
| Pos. | Spieler       | Punkte |
| ---- | ------------- | ------ |
| 1.   | Stefan Edberg | 3515   |
| 2.   | Jim Courier   | 3205   |
| 3.   | Boris Becker  | 2822   |
| 4.   | Michael Stich | 2675   |
| 5.   | Ivan Lendl    | 2565   |
| 6.   | Pete Sampras  | 2492   |
| 7.   | Guy Forget    | 2392   |
| 8.   | Karel Nováček | 1599   |
| 9.   | Petr Korda    | 1570   |
| 10.  | Andre Agassi  | 1519   |

| Pos. | Spieler           | Punkte |
| ---- | ----------------- | ------ |
| 1.   | John Fitzgerald   | 3452   |
| 2.   | Anders Järryd     | 3346   |
| 3.   | David Pate        | 2354   |
| 4.   | Scott Davis       | 2336   |
| 5.   | Ken Flach         | 2183   |
| 6.   | Robert Seguso     | 2121   |
| 7.   | Todd Woodbridge   | 2086   |
| 8.   | Glenn Michibata   | 2066   |
| 9.   | Patrick Galbraith | 1900   |
| 10.  | Grant Connell     | 1877   |

## Turniersieger

### Einzel
| Platz | Spieler                | Siege | Grand Slam | ATP-WM | Super 9 | Championship Series | World Series | Hartplatz | Sand | Rasen | Teppich | Freiplatz | Halle |
| ----- | ---------------------- | ----- | ---------- | ------ | ------- | ------------------- | ------------ | --------- | ---- | ----- | ------- | --------- | ----- |
| 1.    | Stefan Edberg          | 6     | 1          |        |         | 4                   | 1            | 3         |      | 1     | 2       | 3         | 3     |
| 1.    | Guy Forget             | 6     |            |        | 2       | 1                   | 3            | 3         |      |       | 3       | 3         | 3     |
| 3.    | Karel Nováček          | 4     |            |        | 1       |                     | 3            | 1         | 3    |       |         | 4         |       |
| 3.    | Pete Sampras           | 4     |            | 1      |         | 1                   | 2            | 2         |      |       | 2       | 2         | 2     |
| 3.    | Michael Stich          | 4     | 1          |        |         | 1                   | 2            | 1         | 1    | 1     | 1       | 3         | 1     |
| 6.    | Sergi Bruguera         | 3     |            |        | 1       |                     | 2            |           | 3    |       |         | 3         |       |
| 6.    | Jim Courier            | 3     | 1          |        | 2       |                     |              | 2         | 1    |       |         | 3         |       |
| 6.    | Magnus Gustafsson      | 3     |            |        |         |                     | 3            |           | 3    |       |         | 3         |       |
| 6.    | Ivan Lendl             | 3     |            |        |         | 2                   | 1            | 2         |      |       | 1       | 1         | 2     |
| 6.    | Emilio Sánchez         | 3     |            |        | 1       |                     | 2            |           | 3    |       |         | 3         |       |
| 11.   | Andre Agassi           | 2     |            |        |         | 1                   | 1            | 2         |      |       |         | 2         |       |
| 11.   | Jordi Arrese           | 2     |            |        |         |                     | 2            | 1         | 1    |       |         | 2         |       |
| 11.   | Patrick Baur           | 2     |            |        |         |                     | 2            | 2         |      |       |         | 2         |       |
| 11.   | Boris Becker           | 2     | 1          |        | 1       |                     |              | 1         |      |       | 1       | 1         | 1     |
| 11.   | Petr Korda             | 2     |            |        |         | 1                   | 1            | 1         |      |       | 1       | 1         | 1     |
| 11.   | Thomas Muster          | 2     |            |        |         |                     | 2            |           | 2    |       |         | 2         |       |
| 17.   | Darren Cahill          | 1     |            |        |         |                     | 1            | 1         |      |       |         |           | 1     |
| 17.   | Paolo Canè             | 1     |            |        |         |                     | 1            |           | 1    |       |         | 1         |       |
| 17.   | Omar Camporese         | 1     |            |        |         |                     | 1            |           |      |       | 1       |           | 1     |
| 17.   | Michael Chang          | 1     |            |        |         |                     | 1            |           |      |       | 1       |           | 1     |
| 17.   | Frédéric Fontang       | 1     |            |        |         |                     | 1            |           | 1    |       |         | 1         |       |
| 17.   | Javier Frana           | 1     |            |        |         |                     | 1            | 1         |      |       |         | 1         |       |
| 17.   | Richard Fromberg       | 1     |            |        |         |                     | 1            | 1         |      |       |         | 1         |       |
| 17.   | Andrés Gómez           | 1     |            |        |         |                     | 1            |           |      |       | 1       | 1         |       |
| 17.   | Jakob Hlasek           | 1     |            |        |         |                     | 1            | 1         |      |       |         |           | 1     |
| 17.   | Goran Ivanišević       | 1     |            |        |         |                     | 1            |           |      | 1     |         | 1         |       |
| 17.   | Martín Jaite           | 1     |            |        |         |                     | 1            |           | 1    |       |         | 1         |       |
| 17.   | Nicklas Kulti          | 1     |            |        |         |                     | 1            | 1         |      |       |         | 1         |       |
| 17.   | Leonardo Lavalle       | 1     |            |        |         |                     | 1            | 1         |      |       |         | 1         |       |
| 17.   | John McEnroe           | 1     |            |        |         |                     | 1            |           |      |       | 1       |           | 1     |
| 17.   | Christian Miniussi     | 1     |            |        |         |                     | 1            |           | 1    |       |         | 1         |       |
| 17.   | Guillermo Pérez Roldán | 1     |            |        |         |                     | 1            |           | 1    |       |         | 1         |       |
| 17.   | Dmytro Poljakow        | 1     |            |        |         |                     | 1            |           | 1    |       |         | 1         |       |
| 17.   | Gianluca Pozzi         | 1     |            |        |         |                     | 1            | 1         |      |       |         |           | 1     |
| 17.   | Richey Reneberg        | 1     |            |        |         |                     | 1            |           | 1    |       |         | 1         |       |
| 17.   | Christian Saceanu      | 1     |            |        |         |                     | 1            |           |      | 1     |         | 1         |       |
| 17.   | Bryan Shelton          | 1     |            |        |         |                     | 1            |           |      | 1     |         | 1         |       |
| 17.   | Jan Siemerink          | 1     |            |        |         |                     | 1            | 1         |      |       |         | 1         |       |
| 17.   | Carl-Uwe Steeb         | 1     |            |        |         |                     | 1            |           | 1    |       |         | 1         |       |
| 17.   | Jonas Svensson         | 1     |            |        |         |                     | 1            |           |      |       | 1       |           | 1     |
| 17.   | Andrei Tscherkassow    | 1     |            |        |         |                     | 1            |           |      |       | 1       |           | 1     |
| 17.   | Andrei Tschesnokow     | 1     |            |        | 1       |                     |              | 1         |      |       |         | 1         |       |
| 17.   | Alexander Wolkow       | 1     |            |        |         |                     | 1            |           |      |       | 1       |           | 1     |
| 17.   | Jaime Yzaga            | 1     |            |        |         |                     | 1            |           | 1    |       |         | 1         |       |